# RAMBO (アーケードゲーム)
『RAMBO』（ランボー）は、セガから発売されたアーケードゲームである。ジャンルはガンシューティングゲーム。

## 概要
シルヴェスター・スタローン主演の映画『ランボー』シリーズをゲーム化した作品。プレイヤーはランボーとトラウトマン大佐となり、映画の舞台を再現したステージをサブマシンガンで突破する。3つのステージには、ゲームの進行具合に応じて、実際の映画のムービーシーンが挿入されている。
海外市場を視野に入れて開発されたため、国内での稼働台数は比較的少なめである。同様に、海外向けの難易度設定のため、国内でのインカムが振るわず、多くの稼働店では比較的早くプレイ料金の値下げなどのテコ入れが行われた。

## システム
コントローラー
サブマシンガンを模したコントローラー（『ザ・ハウス・オブ・ザ・デッド 4』と同一タイプ。海外版では『ゴーストスカッド』と同一タイプのものがある）のトリガーと銃口近くのボタンを使用。トリガーは引きっぱなしで連射する。
銃口近くのボタンは後述の怒りシステムを使用するために使う。リロードは画面外に銃を向けることで行う。
敵の攻撃
敵キャラクターの頭上にはリング状のメーターがあり、このメーターがフルになるとプレイヤーを攻撃しダメージを負う。ただし、わずかながらラグがあるため満タンになっても着弾する前に倒せばダメージは喰らわない。また敵の中には手榴弾を投げる者やロケットランチャーを使用するものがいるが、それらは着弾する前であれば破壊することも可能（この際に発生する爆風で敵を一挙に巻き込んで倒す事が可能）。
敵の攻撃は威力によっては一度に2ライフ失うものもある。難易度は高い（だが他のゲームに比べライフを得るチャンスや防御策も豊富である）。
怒りシステム
敵を素早く倒したり武器を持つ手元を撃つ。またはダメージを喰らうことにより「怒りメーター」が溜まっていく。銃口近くのボタンを押すと怒りが解放され、怒りメーターが尽きるまでガンの連射速度（リロード無しで撃つことが可能）や威力が上がる。怒りがMAXの状態で発動すると、さらに一定時間無敵になる。
アクションイベント
映画の名シーンを再現したイベント。特定のターゲットを狙い撃ちしたり、スタートボタンを連打する操作が要求される。成功すると勲章がもらえ次へ進めたりその後の展開が楽になるが、失敗するとライフを失ったり（場合によっては2ライフの減少）敵の増援が来てしまうことになる。
アイテム
ゲーム内には木箱やドラム缶があり、それらを破壊し中身をとることでアイテムを獲得する。ただし、箱にも耐久力があり先のステージほど固い。破壊するほどの時間が無い時や破壊中に攻撃されることもある。箱には以下のようなものが入っている。
ライフボックス:ライフを1回復する。一度に2ライフ回復する大ボックスもある。ただし1人の最大ライフは5なのでそれ以上は持てない（コンピューターの設定自体を変える事で最大数は変わる）。
ロープ、怒:ロープは怒りメーターを回復。怒は怒りメーターを最大まで回復させる。
勲章（メダル）:得点アップ。イベントクリアやリザルトでももらえステージ評価、最終評価に大きく関わる。
燃料:ドラム缶にのみ入っている。引火し周辺の敵を倒す。
コンティニュー
ライフが無くなりコンティニューすると救済システムとして残ライフがスタート時よりも1多い状態で始まり、さらに怒りメーターも最大の状態からリスタートされる。
評価
ステージクリアごとに評価が行われる。得点、クリティカル（素早く倒したり敵の武器を狙うと高得点）、命中率の3観点を10段階で評価し評価に応じ勲章を獲得。（最大10個×3）イベントやアイテムで獲得した勲章と合わせた数でそのステージの評価が決まる。この際一定評価を達成するとライフが回復する。また、全ステージクリア後の評価では獲得した勲章数によりプレイヤーのランボー度が決まる。

## ステージ

### チャプター1 怒りの窮地
『ランボーIII』をモチーフにしたステージ。敵に包囲された状態からの脱出を目指す。最初のステージとだけあって難易度は低いものの、それでも攻撃は激しい。途中で怒りゲージの説明がある。この際自動的に怒りゲージが満タンになる。
ボスはガンシップ。機関砲を2つ破壊→機銃を撃とうとする敵兵1人の狙撃→落下する手榴弾10個破壊→ロープにぶら下がった3人の敵の狙撃→敵の攻撃によって生じた岩2つの破壊を順に行い最後は弓矢を用いガンシップを一発で撃破する。

### チャプター2 怒りの反撃～回想～
『ランボーII』をモチーフにしたステージ。ここからはチャプター1の前の出来事の回想という形で進む。
序盤は森の中での戦闘。敵が多数出現するが指揮官を撃破すると勲章獲得の上、敵の攻撃がキャンセルされる。指揮官を撃たずにいると敵兵が次々出てくる。得点を稼ぐなら指揮官は一番後回しにすると良い。7人指揮官を倒すと勲章を3つもらえる。その後は敵基地潜入となり、見張り兵3人をナイフやボウガンを使い一発で仕留める。一回でも失敗すると増援を呼ばれてしまう。
中盤は川を下りながら戦艦2機との戦い。機関砲や乗員を倒しながら進む。上陸後は戦闘の後爆弾が投下されるのでボタンを押し逃げる。失敗するとライフ―2。
終盤は乗りこんだヘリコプター内での格闘。指示された場所を正確に撃ったり、素早くボタンを連打しなければならない。どれも失敗するとダメージを負う。

### チャプター3 怒りの叫び～回想～
チャプター2に引き続いて『ランボーII』をモチーフにしたステージ。怒りの反撃の最後でヘリを奪ったランボーが敵基地壊滅へ向かう。
前半は敵基地壊滅戦。最初に3箇所ある拠点をそれぞれ1発でヘリ搭載のミサイルで狙撃する。成功するとその後の戦闘の兵士の数が減り、失敗すると増えてしまう。ただし、点数を稼ぐためあえて失敗するのもあり。3つ目の小屋は爆破に成功すると後で勲章が1個手に入る。狙撃後は兵士との戦闘。画面上部の兵士の数がゼロになるまで戦闘を行う。一定シーンクリアごとに勲章獲得。この時もらえる勲章の数は敵をそれまで何人倒したかにより変ってくる。敵の攻撃は激しいがアイテムもふんだんにある。全滅させると勲章を1つもらえる。
後半は川で敵ヘリとの交戦。敵のミサイルや迫りくる橋、岩場をよけたり機関砲2機やミサイル、攻撃によって生じた岩を破壊する。ラストは敵の攻撃により操作不能となったヘリ内から一瞬のチャンスを狙いヘリをM72 LAWで撃墜する（タイミングさえ合えば狙わなくても可能）。なお、ヘリに搭乗している間は怒りゲージが満タンでなくても弾が∞になる。

### チャプター4 怒りの救出
『ランボーIII』をモチーフにしたステージ。チャプター3からチャプター1より前の時系列を舞台にしており、大佐が囚われている基地に潜入したランボーの救出と脱出を描いたステージ。
序盤は潜入と救出パート。まずは見張り兵に気づかれないように潜入したあと戦車の下にタイミング良く潜り移動する。どちらも失敗すると敵増援を呼ばれる。敵施設潜入後は救出のための戦闘。ただし警戒ゲージがあり発砲すると上昇、撃たないと減少し、一杯になってしまうと気づかれ敵増援を呼ばれてしまう。できるかぎり無駄な発砲をせずに潜入する必要がある。潜入成功後は大佐を拷問していた火炎放射兵（火炎放射兵が出るのはこのステージだけ）との対決。決められた場所を3箇所撃ち、素早く回避する。大佐の助けを借り撃破後は仕掛けた爆弾の爆発により燃え盛る施設からの脱出となる。敵総数も多いがアイテムもふんだんにある。
ボスは戦車。機銃2門の破壊や攻撃によって飛び散った岩の破片4つを破壊を2回、戦車の踏み潰し、砲台からの攻撃を避けなければならない。踏み潰しと主砲による砲撃は2ダメージ負うので注意しなければならない。ラストは弓矢で戦車を破壊する。

### チャプター5 怒りの終焉
『ランボーIII』のクライマックスシーンがモチーフ。チャプター1直後の現在に戻り、敵との最終決戦を描く。
敵の攻撃も激しくなり、攻撃までの時間が短い兵士やライフ－2の攻撃をする兵士も多数登場する。
ボスは強化された攻撃ヘリ（唯一全長・速度・重量といったスペックが完全に不明となっている）。吹き飛んだジープの回避・機銃掃射の回避・4つの機関砲の破壊・8つのミサイルの破壊（1度に撃つのは4発）と続き、ラストは弓矢で破壊なのだが攻撃は効かず（勲章はもらえる）、真のラストは戦車を使いマーカーが重なった瞬間タイミング良く撃ちヘリに突っ込むことができれば成功。エンディングとなる。

## 敵
兵士
ゲームで最も多く登場する兵士。AKや拳銃・手榴弾、至近距離からは、ナイフで斬りつけたり銃で殴りかかってくる。
大柄な兵士
上記の兵士とは違い耐久力がある。M60で攻撃してくる。チャプター1とチャプター5に登場する金髪の大柄な兵士の攻撃（M2を乱射している）は食らうとライフ－2。手元を撃つと早く倒せる。
ロケットランチャー兵
ロケットランチャー（RPG-7）で攻撃してくる大柄な兵士。耐久力があり攻撃を食らうとライフ-2。手元を撃つと早く倒せる。チャプター1・2・5に登場。また、チャプター3でも橋の上を通過するのが一瞬見える。
火炎放射兵
火炎放射器を持った兵士。耐久力があるほか、至近距離から攻撃してくる。手元を撃つと早く倒せる。チャプター4の､トラウトマン大佐救助イベント後のみ登場。